# Millières (Manche)
Millières is een gemeente in het Franse departement Manche (regio Normandië) en telt 556 inwoners (2005). De plaats maakt deel uit van het arrondissement Coutances.

## Geografie
De oppervlakte van Millières bedraagt 20,0 km², de bevolkingsdichtheid is 27,8 inwoners per km².
De onderstaande kaart toont de ligging van Millières (Manche) met de belangrijkste infrastructuur en aangrenzende gemeenten.

## Demografie
Onderstaande figuur toont het verloop van het inwonertal (bron: INSEE-tellingen).